# NGC 6252
NGC 6252 is een spiraalvormig sterrenstelsel in het sterrenbeeld Kleine Beer. Het hemelobject werd op 1 januari 1802 ontdekt door de Duits-Britse astronoom William Herschel.

## Synoniemen
- MCG 14-8-11
- ZWG 367.14
- NPM1G +82.0086
- PGC 58456